# Ближній порядок
Ближній порядок — впорядковане взаємне розташування частинок, атомів або молекул в речовині, яке (на відміну від дальнього порядку) повторюється лише на відстанях, порівнянних з відстанями між атомами, тобто ближній порядок є закономірність при розташуванні сусідніх атомів.
Ближній порядок мають аморфні тіла і рідини. Ближнього порядку немає в газах.